# Fair Antigua, We Salute Thee
Fair Antigua, We Salute Thee este imnul național din Antigua și Barbuda.